# La Surface perdue
Pour plus de détails, voir Fiche technique et Distribution.
La Surface perdue est un film français de court métrage réalisé par Dolorès Grassian et sorti en 1966. 

## Fiche technique
- Titre : La Surface perdue
- Réalisation : Dolorès Grassian
- Scénario : Dolorès Grassian et Paul Pellas
- Commentaire : Chris Marker et Hélène Chatelain
- Photographie : Gilbert Duhalde et Pierre Lhomme
- Son : Bernard Ortion et Antoine Bonfanti
- Montage : Jacques Witta, assisté de Christine Lecouvette et Françoise Bac
- Production : A.P.E.C. (Association des professeurs pour la promotion de l'éducation cinématographique)
- Pays de production :  France
- Format : Noir et blanc - 35 mm
- Genre : Fantastique
- Durée : 19 minutes
- Date de sortie : 1966

## Distribution
- Bernard Fresson : Jean
- Philippe Moreau : Béraudier
- Jean Champion : Renan
- Irène Chabrier : Brigitte
- Frédérique Ruchaud : Simone

## Récompense
- 1966 : Grand prix des Journées internationales du film de court-métrage à Tours